# Копытенская башня
Копытенская башня (Копытицкая, Копычинская) — одна из сохранившихся до наших дней башен Смоленской крепостной стены.

## Местонахождение и внешний вид
Башня находится в парке «Лопатинский сад», одной стороной выходит на сквер имени Александра Сергеевича Пушкина, другой — на земляной вал. Представляет собой четырёхугольную башню с проезжими воротами. Ранее реставрировалась, имеет крышу. В настоящее время никакого функционального назначения не имеет.

## История
В составе стены находилась между башнями Бублейкой (сохранилась) и безымянной круглой башней. Происхождение название башни, по одной версии, связано с близостью пастбищ для скота, по другой версии — с торговлей. Во время осады Смоленска польскими войсками в 1609—1611 годах основной удар поляков пришелся именно на Копытенскую башню. Во времена правления императрицы Екатерины II ворота в Копытенской башне были заделаны, а сама башня — приспособлена под архив Смоленской губернии.
В 1918 году башню подожгли мародеры. Сооружение сильно пострадало.
В настоящее время Копытенская башня - одна из немногих сохранившихся воротных башен Смоленской крепостной стены.